# 雷恩島

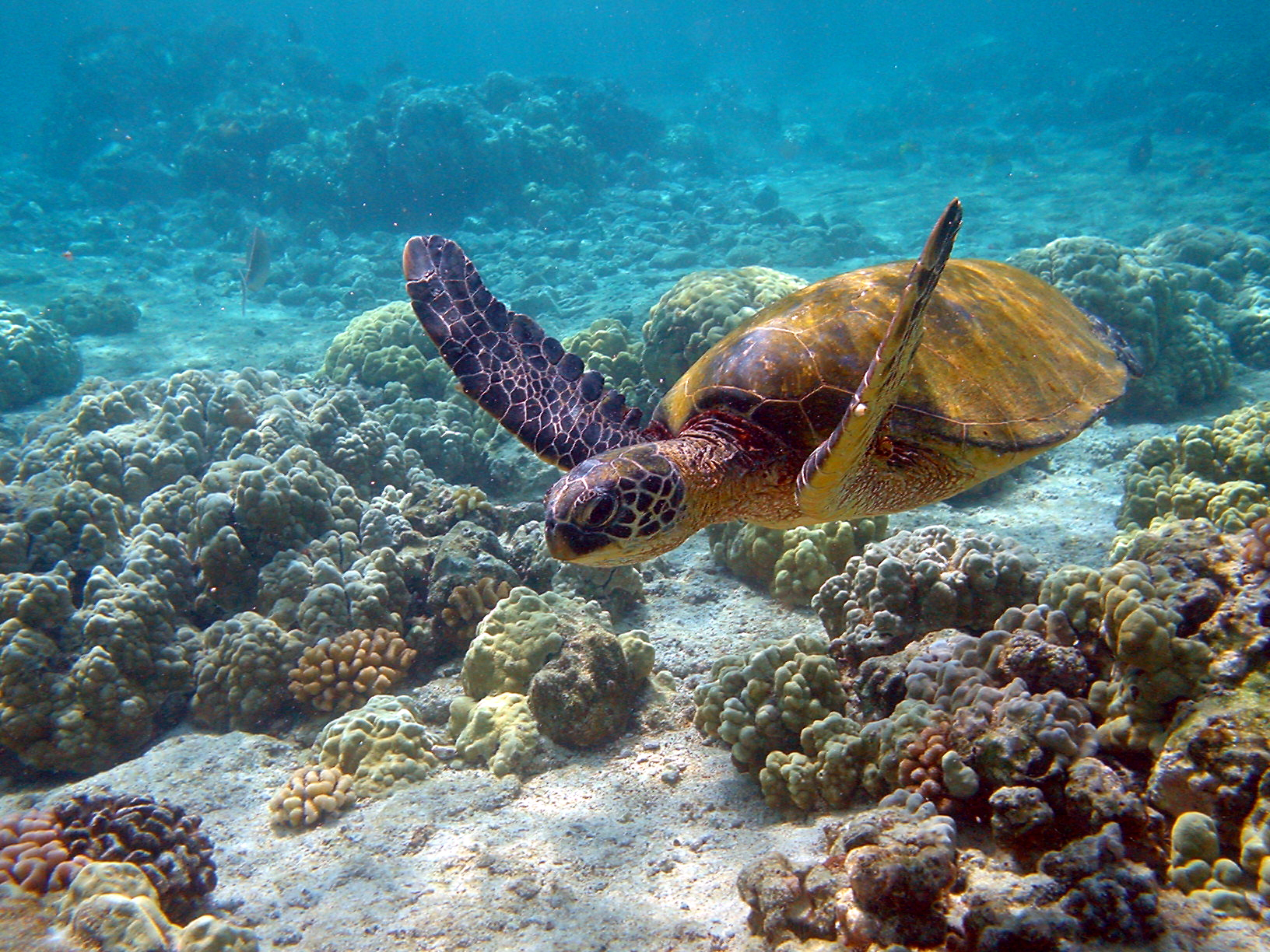
雷恩島綠海龜。

雷恩島（英語：Raine Island）是一处珊瑚礁，面积32公頃，位于大堡礁的边界，澳大利亞昆士蘭凱恩斯西北偏北620公里处。島上有燈塔，建于1844年，是澳大利亚热带地区最古老的的欧洲建筑物，具有重大历史意义，原建筑已殘破，1994年当地对其加以了修復。雷恩島是世界上最大的綠蠵龜栖息地，因此被誉为「龜之樂土」。该岛景色优美，是旅游的理想场所，但2007年该岛被划为自然科学公园，不对公众开放，岛上人类活动只限于保育、管理、科学研究。